# Maja Panduro
Ann Maja Panduro Kyk (født Kjærulff, 19. maj 1982 i Randers) er en dansk politiker, der fra 5. august 2009 til 2019 var medlem af Folketinget, valgt for Socialdemokraterne i Randers Sydkredsen (Østjyllands Storkreds). Hun indtrådte ved Svend Aukens død.

## Baggrund
Panduro er datter af elinstallatør Freddy Michael Mikkelsen Kjærulff og social- og sundhedsassistent Aase Panduro. Hun blev student fra Amtsgymnasiet i Paderup i 2002 og fik en bachelor i statskundskab fra Aarhus Universitet i 2007.
Panduro har siden 2011 været formand for Ungdomsringen og er desuden også stedfortræder i Nordisk Råd. Privat er hun bosiddende i Randers. 

## Politisk karriere
Fra 2014 og frem til   folketingsvalget den 18. juni 2015 var hun politisk ordfører for Socialdemokratiet. Ved  folketingsvalget den 18. juni 2015 blev hun genvalgt med 8.672 personlige stemmer.
Hun blev i 2006 medlem af kommunalbestyrelsen i Randers Kommune og var næstformand for børne- og skoleudvalget og medlem af socialudvalget. I april 2009 blev hun ved en urafstemning valgt som nr. 2 på partiets opstillingsliste til kommunalvalget i november samme år, men da Socialdemokraternes vedtægter ikke tillader dobbeltmandater, trak hun sig fra det kommunalpolitiske arbejde, da det i august 2009 stod klart, at hun skulle overtage afdøde Svend Aukens mandat i Folketinget.
Den 5. juni 2019 var hendes sidste dag i Folketinget.